# C/1827 P1
Komet Pons ali C/1827 P1 je komet, ki ga je odkril francoski astronom Jean-Louis Pons 3. avgusta 1827 v Italiji.

## Značilnosti
Njegova tirnica je bila parabolična. Soncu se je najbolj približal 12. septembra 1827, ko je bil na razdalji približno 0,1 a.e. od Sonca. Njegova magnituda je bila 6,5.